# Siège de Tortose (1810-1811)
Pour les articles homonymes, voir Siège de Tortose.
Batailles
- Valls (1re)
- 2e Molins de Rei (03-1809) (ca)
- Gérone
- Alcañiz
- María-Belchite
- Mollet
- Vich
- Villafranca (2e)
- Lérida
- Mequinenza
- La Bisbal
- Tortose
- Valls (2e)
- Tarragone (1er)
- Montserrat
- Sagonte
- Valence
- Castalla (1er)
- Castalla (2e)
- Tarragone (2e)
- Ordal

Le siège de Tortose oppose les Français aux Espagnols. La confrontation a lieu en décembre 1810. Tortose capitule le 2 janvier 1811.
Le colonel Rouelle fut employé au siège de Tortose, où il fit échouer deux sorties entreprises par les assiégés, les 24 décembre 1810 et 28 décembre 1810. Ces deux faits d'armes sont mentionnés à l'ordre de l'armée.